# Visitara
Visitara är ett släkte av fjärilar. Visitara ingår i familjen mätare.
Kladogram enligt Catalogue of Life:
| Visitara | \| \| Visitara brunneiplaga \| \| \| \| \| \| Visitara charitopis \| \| \| \| \| \| Visitara undilinea \| \| \| \| |
|          | \| \| Visitara brunneiplaga \| \| \| \| \| \| Visitara charitopis \| \| \| \| \| \| Visitara undilinea \| \| \| \| |
|          | Visitara brunneiplaga                                                                                              |
|          | |
|          | Visitara charitopis                                                                                                |
|          | |
|          | Visitara undilinea                                                                                                 |
|          | |